# Tanneries (Lingolsheim)
Pour les articles homonymes, voir Tannerie (homonymie).
Le parc d'activité des Tanneries est situé sur les communes françaises de Lingolsheim et d'Ostwald dans le Bas-Rhin.
Il dispose de ses propres codes postaux de 67831 à 67843 TANNERIES CEDEX.